# Théorèmes de Fredholm
Pour les articles homonymes, voir Fredholm.
En mathématiques, les théorèmes de Fredholm sont un ensemble de résultats célèbres produit par Ivar Fredholm et s'intégrant dans la théorie de Fredholm des équations intégrales. Il existe plusieurs théorèmes étroitement liés, pouvant être énoncés via des équations intégrales, l'algèbre linéaire ou l'opérateur de Fredholm sur les espaces de Banach.
L'alternative de Fredholm est l'un des théorèmes de Fredholm.

## Algèbre linéaire
Le théorème de Fredholm dans sa version algèbre linéaire stipule que si M est une matrice, alors le complément orthogonal de l'espace des lignes de M est le noyau de M :
{\displaystyle (\operatorname {row} M)^{\bot }=\ker M.}
De même, le complément orthogonal de l'espace colonne de M est le noyau de l'adjoint :
{\displaystyle (\operatorname {col} M)^{\bot }=\ker M^{*}.}

## Équations intégrales
Sous sa forme utilisant les équations intégrales, le  théorème s'exprime comme suit. Soit {\displaystyle K(x,y)} un opérateur intégral, considérons les équations homogènes
{\displaystyle \int _{a}^{b}K(x,y)\phi (y)\,dy=\lambda \phi (x)}
et son adjoint complexe
{\displaystyle \int _{a}^{b}\psi (x){\overline {K(x,y)}}\,dx={\overline {\lambda }}\psi (y).}
Ici, {\displaystyle {\overline {\lambda }}} désigne le conjugué du nombre complexe {\displaystyle \lambda }, et {\displaystyle {\overline {K(x,y)}}} le conjugué de {\displaystyle K(x,y)}. Le théorème de Fredholm stipule alors que, pour toute valeur fixe de {\displaystyle \lambda }, ces deux équations ont soit la solution triviale {\displaystyle \psi (x)=\phi (x)=0} soit le même nombre de solutions linéairement indépendantes {\displaystyle \phi _{1}(x),\cdots ,\phi _{n}(x)}, {\displaystyle \psi _{1}(y),\cdots ,\psi _{n}(y)}.
Une condition suffisante pour ce théorème est que {\displaystyle K(x,y)} doit être de carré intégrable sur le rectangle {\displaystyle [a,b]\times [a,b]} (où a et b peuvent être moins ou plus l'infini).
Ici, l'intégrale est exprimée comme une intégrale unidimensionnelle dans les réels. Ce résultat se généralise dans la théorie de Fredholm, en s'appliquant aux opérateurs intégraux sur des espaces multidimensionnels, cela comprend par exemple, les variétés riemanniennes.

## Existence de solutions
L'un des théorèmes de Fredholm, étroitement lié à l'alternative de Fredholm, concerne l'existence de solutions à l'équation intégrale de Fredholm
{\displaystyle \lambda \phi (x)-\int _{a}^{b}K(x,y)\phi (y)\,dy=f(x).}
Des solutions à cette équation existent si et seulement si la fonction {\displaystyle f(x)} est orthogonale à l'ensemble des solutions {\displaystyle \{\psi _{n}(x)\}} de l'équation adjointe homogène correspondante :
{\displaystyle \int _{a}^{b}{\overline {\psi _{n}(x)}}f(x)\,dx=0}
où {\displaystyle {\overline {\psi _{n}(x)}}} est le conjugué de {\displaystyle \psi _{n}(x)} et le premier est l'un des ensembles complets de solutions pour
{\displaystyle \lambda {\overline {\psi (y)}}-\int _{a}^{b}{\overline {\psi (x)}}K(x,y)\,dx=0.}
Une condition suffisante de ce théorème est que {\displaystyle K(x,y)} doit être de carré intégrable sur le rectangle {\displaystyle [a,b]\times [a,b]}.